# Rory Byrne
Rory Byrne, oblikovalec dirkalnikov, *10. januar 1944, Pretoria, Južna Afrika.
Rory Byrne je glavni oblikovalec dirkalnikov Formule 1 za moštvo Ferrari. Od prestopa v Ferrari pred sezono 1997, so njegovi dirkalniki osvojili preko sedemdeset zmag, šest konstruktorskih naslovov (med sezonama 1999 in 2004) in pet dirkaških naslovo (vse Michaelom Schumacherjem med sezonama 2000 in 2004). Ti neverjetni dosežki pomenijo, da je Byrne najuspešnejši dizajner zadnjega desetletja, pred tudi zelo uspešnim rivalom, Adrianom Neweyem.
V sezoni 1991 je prestopil v Benetton, ki je tudi zaradi njegovega napora začel vzpon v vrh Formule 1, ki ga je dosegel v sezonah 1994 in 1995 z enim konstruktorskim in dvema dirkaškima naslovoma Schumacherja. Po Neuspešni sezoni 1996 se je upokojil, a se je že v sezoni 1997 vrnil v svet Formule 1, ko si ga je v moštvu zaželel njegov nekdanji sodelavec pri Benettonu, Ross Brawn. Skupaj s Schumacherjem in Jeanom Todtom so tvorili sanjsko ekipo, ki je bila najbolj zaslužna, da se je Ferrari najdlje v zgodovini Formule 1 obdržal na samem vrhu. Po sezoni 2006 in upokojitvi Schumacherja, je pri Ferrariju le še svetovalec pri razvoju dirkalnika.